# Михайло Стелмах
Михайло Панасович Стелмах (Михайло Стельмах) е украински фолклорист, поет, драматург, сценарист, писател в жанровете исторически роман и детска литература. Баща е на писателя Ярослав Стелмах (1949 – 2001).
Лауреат е на Сталинска премия (1951), удостоен е с почетното звание „Герой на социалистическия труд“ (СССР, 1972). Академик на АН на УССР (1978). Депутат (от 1962 г.) във Въврховния съвет на СССР (VІ – Х състави).

## Биография и творчество
Стелмах е роден на 11 май 1912 г. в Дяковци, Подолска губерния, Руска империя (сега в Литински район, Виницка област, Украйна) в бедно селско семейство. Баща му е ветеран от Руско-японската война.
През 1933 г. завършва литературния факултет на Виницкия педагогически институт. В периода 1933 – 1939 г. работи като учител в киевските села. През 1939 г. е мобилизиран в Червената армия, като отначало е редови артилерист, а от 1944 г. след две тежки наранявания и лечения в Уфа, в периода 1944 – 1945 г., като кореспондент на Първи Украински фронт във в. „За честта на Отечеството“. След войната работи до 1953 г. като научен сътрудник и академик (1978) в Института по изкуствознание, фолклор и етнография към Академията на науките на УССР. Депутат във Върховния съвет на СССР от 1962 г. Подписва Писмото на група съветски писатели до редакцията на в. „Правда“ от 31 август 1973 г. срещу Солженицин и Сахаров.
Започва да пише през 1936 г. По време на войната са публикувани сборници с негови стихове – „Добро утро“ (1941) и др., а през 1944 г. и сборника „Брезов сок“.
Получава Сталинска награда (1951) за романа си „Големият род“, на Ленинска награда (1961) за трилогията, и наградата „Тарас Шевченко“ (1980) за „Четирите брода“.
В последния си роман „Четирите брода“ засяга забранената тема за 1933 г. – големия глад, сталинските репресии, недоверието и тиранията на партийните лидери.
Сценарист е на филмите: „Над Черемош“ (1954), „Живей, Украйна!“ (1958), „Хляб и сол“ (1970), „Гъски-лебеди летят“ (1974), „Щедра вечер“ (1976).
Михайло Стелмах умира на 27 септември 1983 г. в Киев, УССР.
На него са наименувани улици в Киев, Виница, Лвов, Тернопол, Ивано-Франковск и др. градове.

## Произведения

### Романи и повести
- Правда і кривда (1961)
Правда и кривда. Марко Безсмъртни, изд. „Народна култура“, София (1963), прев. Никола Толчев
- Дума про тебе (1969)
Песен за тебе, изд. „Народна култура“, София (1970), прев. Пенка Кънева
- Над Черемошем. Гуцульські мотиви (1952)
Над Черемош. Гуцулски мотиви, изд. „Народна култура“, София (1953), прев. Д. Спространов, Любен Велчев
- Щедрий вечір (1967)
- Твори, том 1 – 6 (1972 – 1973)
- Чотири броди (1980)
Четирите брода, изд. „Народна култура“, София (1981), прев. Пенка Кънева
- Трилогия:
  - Велика рідня (1950) (На нашій землі, 1949, Великі перелоги, 1951)
Големият род, изд. „Народна култура“, София (1953), прев. Д. Спространов, З. Статков
  - Кров людська – не водиця (1957)
Кръвта човешка не е вода, изд. „Народна култура“, София (1958), прев. Филип Гинев
  - Хліб і сіль (1959)
Хляб и сол, изд. „Народна култура“, София (1962), прев. Венцел Райчев

### Пиеси
- На Івана Купала (1966)
- Зачарований вітряк (1967)
Омагьосаната мелница, изд. „Народна култура“, София (1967), прев. Андрей Германов
- Кум королю (1968)
- Правда і кривда (?)
Правдата и кривдата, изд. Комитет за култура, София (1960), прев. Н. Левенсон

### Сборници
- Березовий сік (1944) – новели

### Детска литература
- Жнива (1951)
- Колосок до колоска (1951)
- Живі огні (1954)
- Весна-весняночка (1955)
- У сестрички дві косички (1955)
- В їжаковім вітряку, Як журавель збирав щавель (1957)
- Бурундукова сім'я (1963)
- Гуси-лебеді летять (1964)
Бели лебеди летят, изд. „Народна култура“, София (1973), прев. Любомир Павлов
- Щедрий вечір (1966)
- Цапків урожай (1967)
- Літо-ліло (1969)
- Лісова казка (1980)
- Непослушко довгі вушка і дзвоник (1980)
- Вибранi вiршi (?)
Непослушко: Стихотворения и поеми за деца, изд. „Народна младеж“, София (1976), прев. Н. Кънчев

### Поезия
- Добрий ранок (1941)
- За ясні зорі (1942)
- Провесінь (1942)
- Шляхи світання (1948)
- Жито сили набирається (1954)
- Поезії (1958)
- Мак цвіте (1968)